# Държавна граница
Държавната граница е специална част от земната повърхност, която показва докъде дадена държава има право да провежда вътрешната си политика.
Може да бъде бразда, полоса или просто поредица от маркирани обекти (например гранични пирамиди или гранични стълбове). Държавните граници се охраняват от въоръжени сили, полицейски сили или специализирани гранични формирования.
Обикновено държавната граница може да се пресича само на определени места, наречени гранични контролно-пропускателни пунктове, на които има устроени и митнически пунктове.